# Distretto di Bajantùmėn
Il distretto di Bajantùmėn è uno dei quattordici distretti (sum) in cui è suddivisa la provincia del Dornod, in Mongolia. Conta una popolazione di 2.006 abitanti (censimento 2009). 